# 한국철도공사 371000호대 전동차
한국철도공사 371000호대 전동차는 경강선(성남~여주) 운행용으로 도입된 한국철도공사의 통근형 전동차다. 현재 총 4량 12개 편성(48량)이 운행하고 있다.

## 기술적 사양

### 제어기기
한국철도공사 381000호대 전동차(동해선 광역전철용) 및 한국철도공사 391000호대 전동차(서해선 광역전철용)에서 사용된 우진산전, 도시바제 COVO52-A0형 주제어장치를 사용한다.

### 실내 설비
한국철도공사 311000호대 전동차 중 31195~31203편성, 한국철도공사 351000호대 전동차 중 35173~35178편성, 한국철도공사 381000호대 전동차(동해선 광역전철용)과 실내 설비가 동일하다. 전 편성의 객실에 CCTV가 설치되어 있다.

### 승무 설비
기존 차량들의 전면부보다 운전실 창을 넓히고, 형태를 약간 바꾸어 시야를 개선했으며, 1인 승무에 대응하도록 CCTV 모니터 및 이탈리아 안살도 STS사의 ATP 속도계가 장착되어 있다.

### 측면 행선LED가동 중단
현재 스크린도어가 모두 설치되어 앞칸과 뒷칸을 제외한 모든 안내기가 소등되었다.

### 편성
편성은 팬터그래프와 주변압기, 제어기기, 전동기가 탑재된 M'차, 보조전원장치와 공기압축기, 축전지, 제어실 등을 갖춘 Tc차로 구성되어 있다.
| 객차번호 | 설치된 전장품                        |
| -------- | ------------------------------------ |
| 3710XX   | Tc(SIV, 공기압축기, 축전지)          |
| 3711XX   | M'(팬터그래프, 주변압기, 주변환장치) |
| 3712XX   | M'(팬터그래프, 주변압기, 주변환장치) |
| 3719XX   | Tc(SIV, 공기압축기, 축전지)          |

## 배속
- 37101~37112편성: 부발차량사업소, 4량

## 도입 역사

### 1세대

#### 1차분 (37101~37112편성,2015년9월~2016년4월)
2016년 9월 24일 1단계 구간 개통을 위해 도입된 차량이다.

#### 2차분 (37113~37122편성,2028년)
월곶판교선 개통 및 직결 운행으로 차량 증비용으로 도입될 차량이다.

## 현재 운행구간
- ● 수도권 전철 경강선: 판교 - 여주

## 현황

### 1세대분
| 차호       | 도입 시기 | 운행 폐지 시기 | 비고                                  |
| ---------- | --------- | -------------- | ------------------------------------- |
| 37101 편성 | 2016년    | 운행 중        |                                       |
| 37102 편성 | 2016년    | 운행 중        |                                       |
| 37103 편성 | 2016년    | 운행 중        |                                       |
| 37104 편성 | 2016년    | 운행 중        |                                       |
| 37105 편성 | 2016년    | 운행 중        |                                       |
| 37106 편성 | 2016년    | 운행 중        |                                       |
| 37107 편성 | 2016년    | 운행 중        |                                       |
| 37108 편성 | 2016년    | 운행 중        |                                       |
| 37109 편성 | 2016년    | 운행 중        |                                       |
| 37110 편성 | 2016년    | 운행 중        | 4호차 한국형 출입문 시험 중 (2024년~) |
| 37111 편성 | 2016년    | 운행 중        |                                       |
| 37112 편성 | 2016년    | 운행 중        |                                       |

### 2세대분
| 차호       | 도입 시기   | 운행 폐지 시기 | 비고 |
| ---------- | ----------- | -------------- | --- |
| 37113 편성 | 2028년 예정 | 제작 예정      | 월곶판교선 개통 및 직결 운행으로 차량 증비용으로 도입될 차량이다. 연수역~판교역 연장 대비 증차분 발주분이다. 구매 계획만 수립되어 있는 상태다. 국토교통부에 따르면, 2025년에 발주될 예정이다. |
| 37114 편성 | 2028년 예정 | 제작 예정      | 월곶판교선 개통 및 직결 운행으로 차량 증비용으로 도입될 차량이다. 연수역~판교역 연장 대비 증차분 발주분이다. 구매 계획만 수립되어 있는 상태다. 국토교통부에 따르면, 2025년에 발주될 예정이다. |
| 37115 편성 | 2028년 예정 | 제작 예정      | 월곶판교선 개통 및 직결 운행으로 차량 증비용으로 도입될 차량이다. 연수역~판교역 연장 대비 증차분 발주분이다. 구매 계획만 수립되어 있는 상태다. 국토교통부에 따르면, 2025년에 발주될 예정이다. |
| 37116 편성 | 2028년 예정 | 제작 예정      | 월곶판교선 개통 및 직결 운행으로 차량 증비용으로 도입될 차량이다. 연수역~판교역 연장 대비 증차분 발주분이다. 구매 계획만 수립되어 있는 상태다. 국토교통부에 따르면, 2025년에 발주될 예정이다. |
| 37117 편성 | 2028년 예정 | 제작 예정      | 월곶판교선 개통 및 직결 운행으로 차량 증비용으로 도입될 차량이다. 연수역~판교역 연장 대비 증차분 발주분이다. 구매 계획만 수립되어 있는 상태다. 국토교통부에 따르면, 2025년에 발주될 예정이다. |
| 37118 편성 | 2028년 예정 | 제작 예정      | 월곶판교선 개통 및 직결 운행으로 차량 증비용으로 도입될 차량이다. 연수역~판교역 연장 대비 증차분 발주분이다. 구매 계획만 수립되어 있는 상태다. 국토교통부에 따르면, 2025년에 발주될 예정이다. |
| 37119 편성 | 2028년 예정 | 제작 예정      | 월곶판교선 개통 및 직결 운행으로 차량 증비용으로 도입될 차량이다. 연수역~판교역 연장 대비 증차분 발주분이다. 구매 계획만 수립되어 있는 상태다. 국토교통부에 따르면, 2025년에 발주될 예정이다. |
| 37120 편성 | 2028년 예정 | 제작 예정      | 월곶판교선 개통 및 직결 운행으로 차량 증비용으로 도입될 차량이다. 연수역~판교역 연장 대비 증차분 발주분이다. 구매 계획만 수립되어 있는 상태다. 국토교통부에 따르면, 2025년에 발주될 예정이다. |
| 37121 편성 | 2028년 예정 | 제작 예정      | 월곶판교선 개통 및 직결 운행으로 차량 증비용으로 도입될 차량이다. 연수역~판교역 연장 대비 증차분 발주분이다. 구매 계획만 수립되어 있는 상태다. 국토교통부에 따르면, 2025년에 발주될 예정이다. |
| 37122 편성 | 2028년 예정 | 제작 예정      | 월곶판교선 개통 및 직결 운행으로 차량 증비용으로 도입될 차량이다. 연수역~판교역 연장 대비 증차분 발주분이다. 구매 계획만 수립되어 있는 상태다. 국토교통부에 따르면, 2025년에 발주될 예정이다. |

## 사진

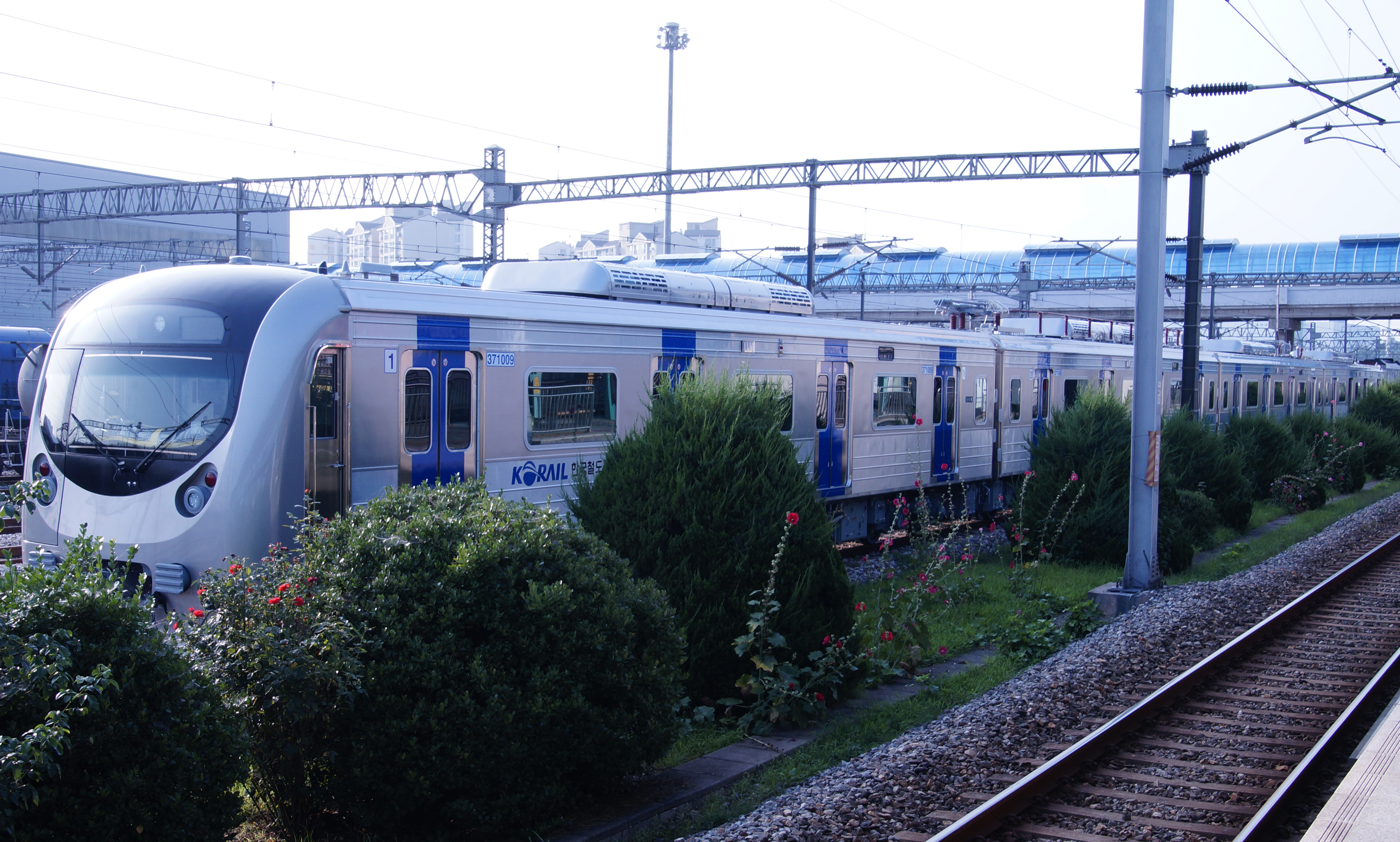
09편성 반입 당시의 모습(전두부만 무도색, 의왕역)
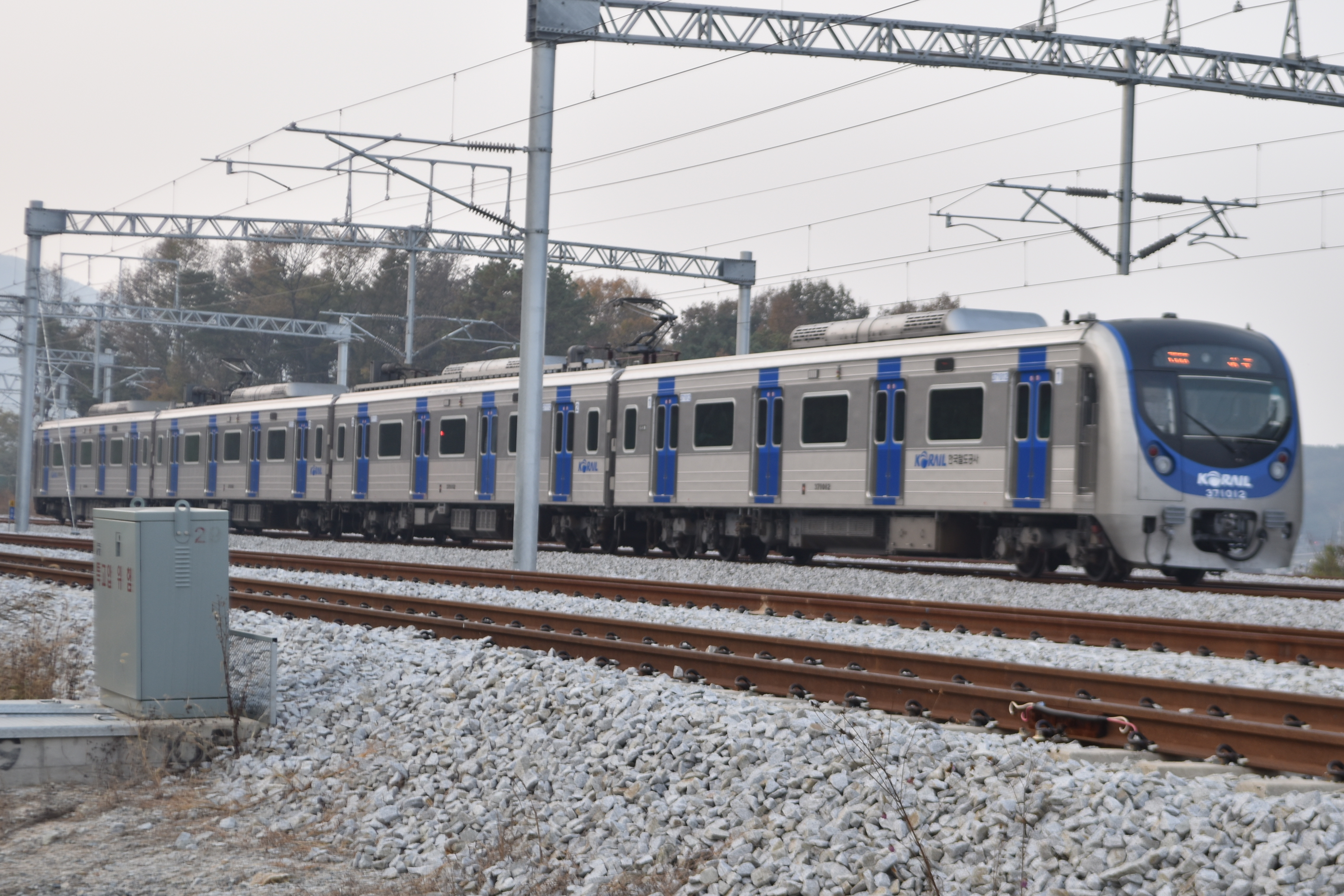
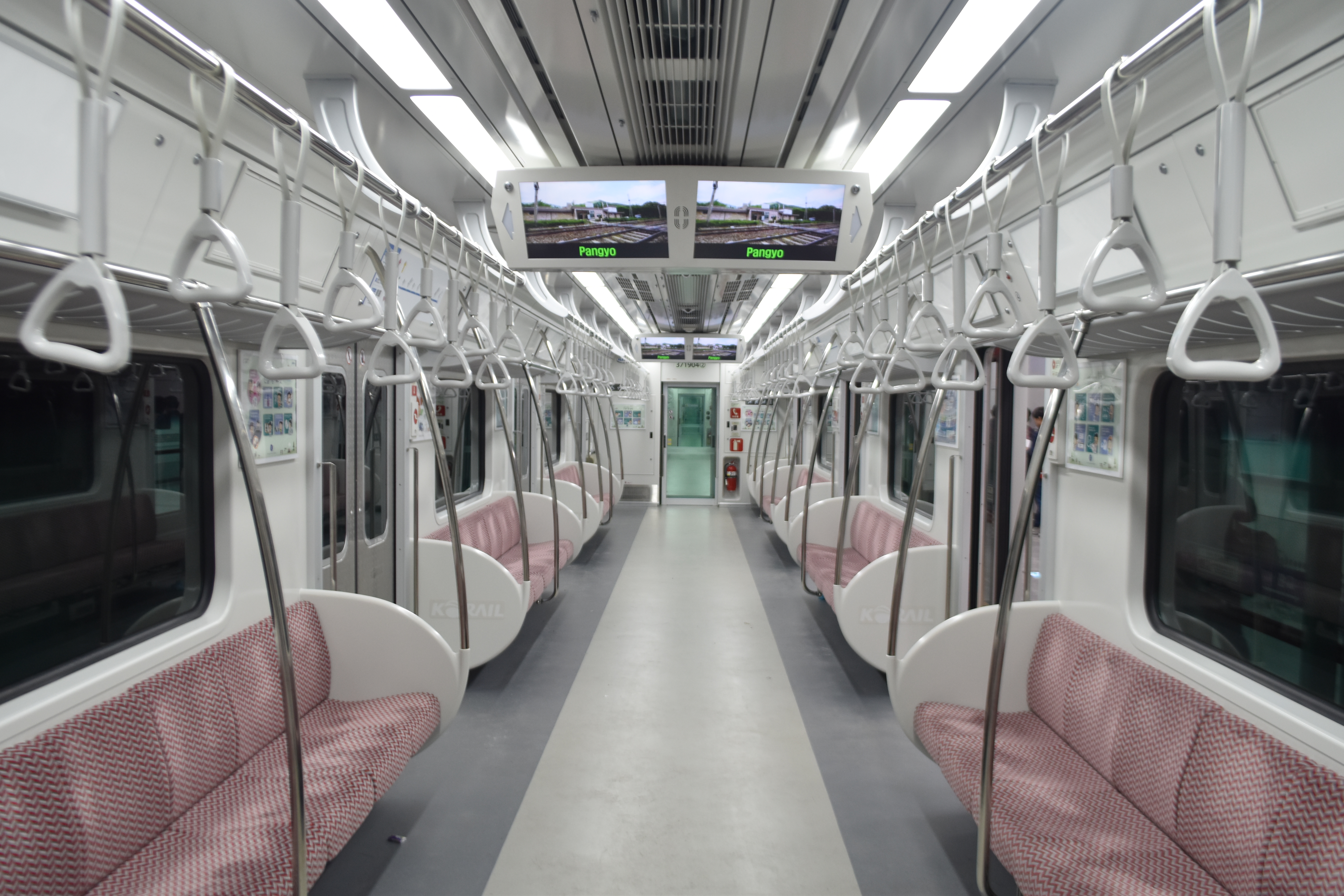
371904호 전동차 내부

## 같이 보기
위키미디어 공용에 한국철도공사 371000호대 전동차 관련 미디어 분류가 있습니다.
- 한국철도공사
- 경강선
- 한국철도공사 361000호대 전동차
- 한국철도공사 381000호대 전동차